# Dennis Iapichino
Dennis Iapichino (Frauenfeld, 27 juli 1990) is een Zwitsers voetballer. In 2014 tekende hij een contract bij FC Winterthur uit de Challenge League.

## Clubcarrière
Iapichino kwam uit de jeugdopleiding van FC Basel en werd uitgeleend aan FC Biel-Bienne en FC Lugano. Bij die laatste club vond hij, zonder één competitiewedstrijd te spelen voor Basel, permanent onderdak. Op 11 juli 2012 tekende hij bij Montreal Impact uit de Major League Soccer. Op 7 augustus 2013 verliet hij de club om vervolgens op 15 augustus te tekenen bij MLS club DC United. Op 18 augustus 2013 maakte hij tegen uitgerekend Montreal Impact zijn debuut voor DC United. Iapichino speelde zes competitiewedstrijden voor DC United en verliet aan het einde van het seizoen de club. Op 1 juli 2014 keerde hij terug naar Zwitserland door te tekenen bij FC Winterthur uit de Challenge League